# Северен Занзибар (регион)
Северен Занзибар (на суахили: Kaskazini Unguja; на английски: Zanzibar North Region) е един от 26-те региона на Танзания. Заема северната част на остров Занзибар, разположен край бреговете на Танзания в Индийския океан. Площта на региона е 470 км². Населението му е 187 455 жители (по преброяване от август 2012 г.). Столица на региона е град Мкокотони.